# Ласи (филм, 1994)
„Ласи“ (на английски: Lassie) е американски приключенски семеен филм от 1994 г. на режисьора Даниел Петри, и участват Том Гири, Хелън Слейтър, Джон Тени, Фредерик Форест, Ричард Фарнсуърт, Мишел Уилямс и измисленото коли Ласи.